# Валентин Розе
Валентин Розе Старший — німецький хімік і фармацевт (16 серпня 1736, Нойруппін — 28 квітня 1771, Берлін), приготував легкоплавкий сплав (див. сплав Розе).
Відомо, що у 1761 р. Валентин Розе в Берліні придбав аптеку «Zum Weißen Schwan», де пізніше хімік Мартін Генріх Клапрот в 1770 році був його учнем.

## Сім'я
Син — Валентин Розе Молодший.